# Lobophora zonata
Lobophora zonata là một loài bướm đêm trong họ Geometridae.